# Brebrovac
Brebrovac je smješten 7,9 km zračne linije od Jastrebarskog. Do njega se dolazi pravcem za Svetu Janu, iz mjesta Petrovina od kojeg je i udaljen 2,6 km. Administrativno pripada gradu Jastrebarskom.
Kraj je umjereno brdovit, s okolnim potocima i izvorima pitke vode.

## Stanovništvo
Prema popisu stanovnika iz 2001. ima 121 stanovnika.
| broj stanovnika | 177   | 187   | 191   | 227   | 249   | 216   | 202   | 200   | 243   | 240   | 233   | 238   | 185   | 160   | 121   | 74    | 70    |
|                 | 1857. | 1869. | 1880. | 1890. | 1900. | 1910. | 1921. | 1931. | 1948. | 1953. | 1961. | 1971. | 1981. | 1991. | 2001. | 2011. | 2021. |

## Poznate osobe
- Josip Baloban, svećenik, pastoralni teolog, dekan KBF-a